# Špalir
Špalir za premlaćivanje (tal. spalliera, red) je način tjelesne kazne koju se nametnulo običnim vojnicima zbog više ili manje teških kaznenih djela u ratu. U zapadnom svijetu se ovu metodu zabranilo u 19. stoljeću. 
Osuđenici su morali trčati ili prolaziti kroz "špalir" s golim leđima između dva reda vojnika. Žrtve su bile izvrgnute izrugivanju, tuklo ih se ili probadalo palicama i kopljima. Metoda potječe iz starorimske tradicije. Kaznu se uglavnom izricalo ako je vojnik pokušao napustiti postrojbu kao vojni bjegunac. 
Ako bi netko od vojnika u špaliru ostavio prazninu, omogućio žrtvi pobjeći ili ne bi udarao kažnjenika, prisiljavali su i njega samoga ući u špalir.

## Politički logor Goli otok
U Titovim političkom logoru Goli otok je jedna od metoda kažnjavanja je premlaćivanje ili smrt u tzv. špaliru.